# Хопов, Порфирий Макарович
Порфирий Макарович Хопов (1903, с. Водяное, Саратовская губерния — дата и место смерти неизвестны) — советский государственный деятель, председатель Исполнительного комитета Куйбышевского областного Совета (1942—1944).

## Биография
Из крестьян. После окончания школы с 13-летнего возраста работал в своём селе по найму.
В 1925—1929 — председатель сельского Совета родного села. Позже переведен на партийную работу.
С 1931 года учился в Саратовском механическом институте, по окончании которого в 1936 году командирован на работу инженером Ново-Буянской МТС Куйбышевской области.
В 1938—1939 — главный инженер автотреста Сельхозтранса, а с августа 1939 года назначен начальником цеха завода КИНАП, но уже в сентябре того же года перешёл на партийную работу.
В 1939—1941 — секретарь Сталинского районного комитета ВКП(б) г. Куйбышева, затем — секретарь Куйбышевского городского комитета ВКП(б), с апреля 1941 по октябрь 1942 — секретарь горкома по машиностроительной промышленности.
С 14 января 1943 года — председатель Куйбышевского облисполкома. В июне 1944 за злоупотребление служебным положением был снят с должности.
В 1950-е годы работал директором завода № 115 в Харькове.